# 후쿠시마 제1 원자력 발전소 사고
후쿠시마 제1 원자력 발전소 사고(일본어: 福島第一原子力発電所事故)는 2011년 3월 11일 도호쿠 지방 태평양 해역 지진으로 인해 리히터 규모 7.3 (규모 9.0로 인용된 것은 단위계가 불확실하고 막연한 인용임임)의 지진과 지진 해일로 도쿄전력이 운영하는 후쿠시마 제1 원자력 발전소의 원자로 1-4호기에서 발생한 누출 사고이다. 체르노빌 원자력 발전소 사고와 함께 국제 원자력 사고 등급(INES)의 최고 단계인 7단계 대사고, 즉 심각한 사고(Major Accident)를 기록하였다. 현재도 계속적으로 원자로에서 방사능 물질이 공기중으로 누출되고 있으며, 빗물과 원자로 밑을 흐르는 지하수에 의해 방사능에 오염된 방사능 오염수가 태평양 바다로 계속적으로 누출되고 있다. 누출된 방사능 물질로 인해 후쿠시마 제1 원자력 발전소 인근 지대의 방사능 오염이 심각한 상황이다.

## 후쿠시마 제1 원자력 발전소
후쿠시마 제1 원자력 발전소는 도쿄전력 산하의 원자력 발전소이다. 1967년 9월 29일에 착공하여 1971년 3월 26일에 운영에 들어갔다. 모든 원자로는 제너럴 일렉트릭사에 의해 설계되었으며 시공은 카시마 건설이 맡았다. 총 1-6호기가 있으며 7, 8호기의 건설도 계획 중이었으나 동일본 대지진으로 인한 방사능 누출 사고로 인해 취소되었다.

## 사고

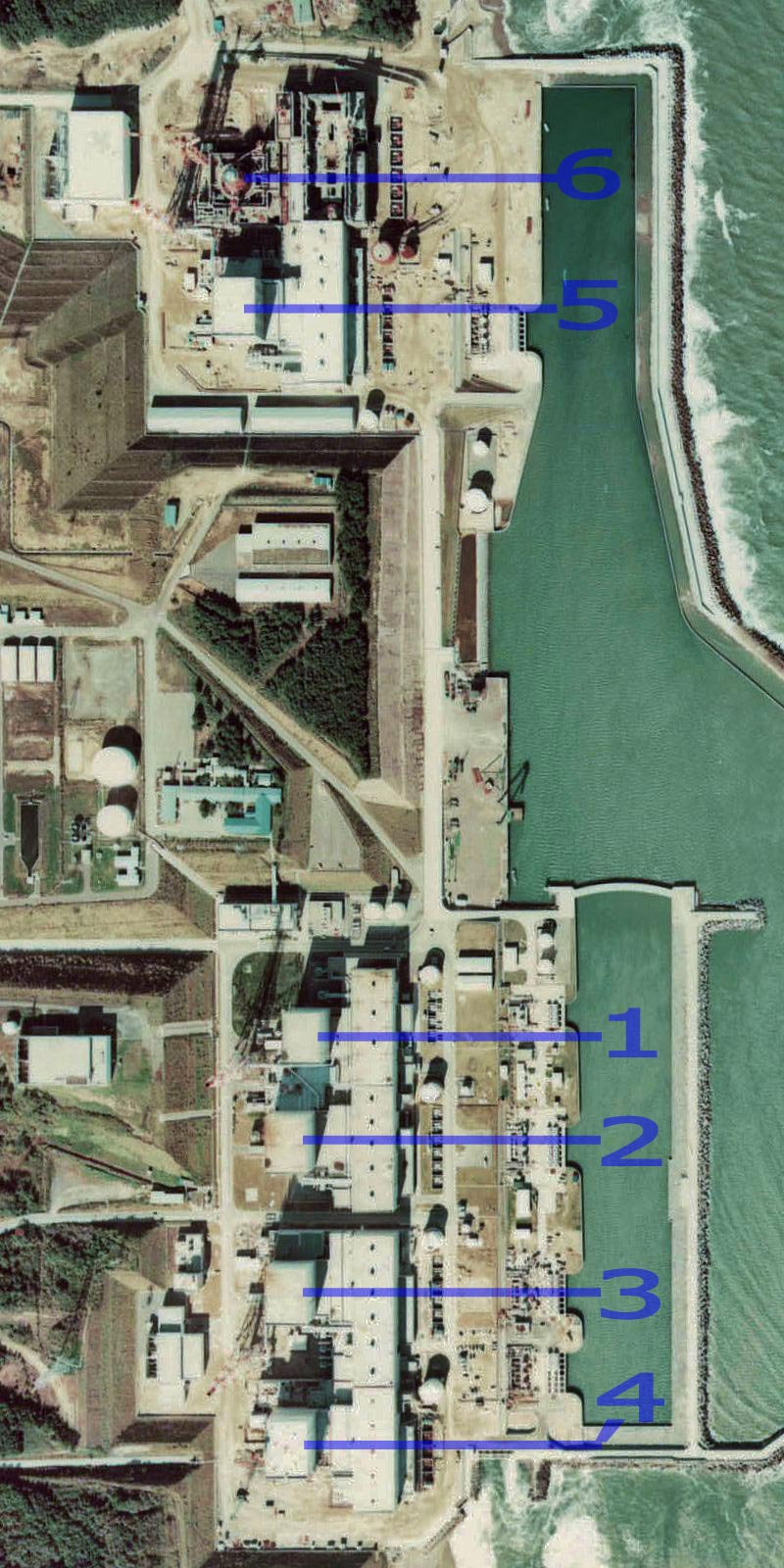
사고 전 하늘에서 본 모습으로 1~4호기와 따로 떨어져 있는 5,6호기가 보인다. 1975년 촬영.
・6호기가 나카무라의 방향.
・4호기가 타이라의 방향

2011년 3월 11일 도호쿠 오시카 반도 동쪽 70Km , 진앙 2.4~2.9Km에서 Mw 9.0-9.1의 지진이 발생함에 따라 후쿠시마 제1 원자력 발전소에서는 원전 안전을 위해서 자동으로 원자로 1-3호기가 긴급정지되었다(4호기는 분해점검으로, 5-6호기는 정기검사로 발전정지 중 이었다). 원자로 주변의 송전선로와 변전시설등이 지진으로 인해 쇼트되거나 무너져내리면서 외부 전력이 차단되었다. 이에 원자로를 안전하게 정지 상태로 유지하는 데 필요한 안전계통에 전력을 공급하는 비상용 디젤 발전기가 1호기부터 6호기까지 모두 가동되었으며, 운전 중이던 1~3호기의 노심에서 발생하는 열을 제거하기 위한 비상노심냉각계통이 정상적으로 작동하였다.
그러나 지진발생 약 50분 후 높이 15m(컴퓨터 분석은 높이 13.1m)의 지진 해일이 발전소를 덮쳤다. 발전소 설계 당시 예상했던 지진 해일의 높이 5m를 (방파제 높이 4.7m) 훨씬 초과하는 것이었다. 이에 지하에 설치된 비상용 디젤발전기가 침수되어 정지하였고, 발전소 내의 모든 전기시설 역시 손상되었다(지진 해일 이전에 이미 원자로 1호기 건물 내에서의 방사선량은 급증하였다고 한다). 후쿠시마 제1 원전은 원자로 안전을 위한 최소 전력마저도 없는 블랙아웃 상태에 빠졌고, 이로 인해 원자로 냉각을 위한 냉각수 펌프 가동을 할 수 없게 되었다. 이에 따라 냉각수가 급속히 증발하여 원자로 내부 온도 및 압력이 상승하게 되었다. 결국 원전전원완전상실사고(Station Black Out, SBO)가 선언되었다.
후쿠시마 원전은 이러한 SBO 사고에 대비해, 8시간 동안 노심냉각을 유지하면서 버틸 수 있게 설계되었다. 소외전원과 비상 디젤발전기가 상실되면, 마지막으로 배터리 전원을 이용하여 발전소 상태를 감시하고, 비상설비들에 대해서는 최소한의 가동을 할 수 있도록 설계되어 있으나, 이 배터리도 침수되어 전원이 완전히 상실되었다. 다행히 3호기와 5호기에서는 직류배터리가 침수되지 않아 이 전력을 이용해 원자로 냉각을 위한 필수기기들을 작동시킬 수 있었고, 6호기에서는 1대의 비상디젤발전기가 가동되었다. 특히 6호기에서 한 대의 비상디젤발전기는 공기냉각으로 작동되는 것이었고, 높은 곳에 위치하고 있어 가동이 가능하여 5호기와 6호기에 필수전원을 공급하여 비상노심냉각이 가능하였다.
하지만 결국, 원자로 1-3호기는 모든 냉각수가 증발하면서 3월 12일 노심 온도가 섭씨 1200도까지 상승하였다. 제1방호벽인 펠렛과 제2방호벽인 피복관이 고온으로 인해 녹아 내렸고, 제3방호벽인 20cm 두께의 철제 원자로 압력용기(Reactor Pressure Vessel)도 녹아 내리면서 구멍이 뚫렸다. 이로 인해 핵연료가 공기 중에 확산되기 시작하였다.. 핵연료에 있는 지르코늄이 1,200도를 넘으면, 반응을 일으켜 수소를 내놓는데, 이 수소가 격납용기내 수증기와 함께 고온고압을 유지하게 되었고, 12일 1호기, 14일 3호기에서, 15일 4호기에서 수소폭발을 일으켜 격납용기를 손상시켜서 방사능의 대기 유출이 시작됐다.
- 비상디젤발전기: 원전의 비상디젤발전기는 입증된 기술을 사용하기 위해 대부분 선박용 디젤엔진을 기초로, 대형 규모 및 중간 속도의 디젤엔진을 사용하고 있다. 선박용 디젤엔진에 비해 급속 기동·부하 운전을 하고, 연속 운전시간이 짧으며, 항상 비상 대기 중인 상태에 있으며, 신뢰도 입증을 위한 시험으로 잦은 기동운전 및 정지를 하게 되는 차이점이 있다. 비상디젤발전기는 전기·기계적 복합 구조물로, 발전소마다 설계자 및 제작자가 다르며, 운전 및 보수에 많은 시간과 인력이 투입된다. 발전소 운전 기간 중에는 운영기술지침서의 점검 요구사항에 따라 정기적으로 운전 가능성 입증 시험을 수행하도록 규정하고 있다.

### 원전의 손상
1~3호기는 11일 14시 46분 지진 발생 이후 14시 52분 비상 발전을 시작하였으나 격납용기의 급격한 압력저하를 완화하기 위해 관리자가 회로를 개폐하던 중, 지진 해일에 의한 침수로 비상디젤발전기가 멈춰버렸지만 1호기는 15시 37분과 2호기는 15시 41분에 모든 전원을 상실하였다. 오후 16시 44분 1호기에 비상냉각계통탱크에서 소량에 증기가 나왔다고 확인을 했다. 그러나 비상냉각계통탱크가 기능이 저하가 될지도 모르고 있었다. 17시에 도쿄전력이 비상용 발전차를 출동시켰으나 교통체증으로 제때 도착하지 못했고, 18시 20분에 도호쿠 비상용 발전차 출동을 요청했으나 11일 오후 19시 30분에 1호기 냉각수 증발로 수위 저하 및 노심용융이 시작되고 있었으며 밤8시 발전차가 출발이 된지 1시 20분만에 교통정체로 인해 제떼 늦어지고 있다. 밤 21시 51분 노심용용 발생 2시간 21분이나 직원 2명은 1호기에는 원자로건물에 있는 비상냉각계통탱크를 확인하러 가는중에 방사능측정기에서 소리가 나와 직원2명은 현장에서 철수를 하였다. 비상대책본부에 요시다 소장은 1호기 건물 입단 출입금지 명령을 내렸다. 밤 11시 50분에 노심용용 발생 4시간 40분만에 1호기 주제어실에 차량용 배터리를 연결하다가 1호기 운전원이 확인중에 1호기 원자로 격납용기 압력이 600kPa 나왔다. 이때의 압력은 원자로 격납용기 설계한계압력이 넘어섰다. 12일 오전12시 6분 비상대책본부 요시다 소장이 1호기 벤트를 준비를 지시하였다. 오전 3시가 되어서야 현장에 도착할 수 있었다. 2호기 건물앞에 전원 복구시작 몇분사이에 쓰나미 경보가 발생되었다고 비상용 발전차를 위로 대피하였다. 12일 오전4시에 비상대책본부에 본사랑 긴급영상회의 중 아침에 간 나오토 총리가 후쿠시마 제1원전을 시찰을 할 예정이었다. 12일 오전 7시 11분에 도착을 한 간총리와 원자력 안전 보안관 있는데 불구하고 간총리가 원자로 벤트작업을 준비 하지못했다고 큰소리을 쳤지만 총리가 요시다소장에게 당장 벤트작업 준비를 착수하였다. 12일에 오전9시 제1원전 1호기 원자로 격납용기 압력 벤트를 낮추는 작업이 시작되었다. 절반만 성공이 되었다. 그러나 나머지는 선량이 높아서 갈수없어 주제어실로 복귀하였지만 벤트작업을 하는 직원2명이 피폭량를 받았다. 12일 오후 1시 50분에 내부에 선량이 높아서 외부에서 원격벤트 작업을 시작하였다. 오후 2시 1분 1호기 벤트 절반만 열게 되었다. 그마저도 전력계통 전반의 침수 및 전압 불일치 등의 문제로 격납용기에 전력을 연결하는 것은 12일 15시까지 지연되었다. 15시 25분 원격벤트 작업을 재개하였지만. 그러나 12일 15시 37분 원격벤트 작업도중에 1호기에서 원자로 건물 수소폭발이 발생하였다. 이때의 폭발로 지붕만 날아갔고 내부용기는 손상이 되지 않았다. 1호기 수소폭발로 인하여 전원복구도 다시 할수 밖에 없었다. 12일 6시경 모든 연료가 붕괴에 이른 것으로 보인다. 3호기는 13일 오후 9시에 노심 온도가 2800도까지 급상승하여 노심용융이 시작되었다. 3호기는 1호기처럼 벤트 절반만 열게 되었다. 결국 14일 오전 11시 1분 3호기에서 수소폭발이 발생하였다.
노심용해가 발생한지 4일만에 1호기에서는 내부의 증기가 누출되었으며 2011년 3월 16일에 냉각 작업이 시작되었다. 2호기도 연료 노출 및 격납용기 파손, 노심용해가 발생하였다. 3호기에서도 증기 누출이 발견되었고, 노심용융이 발생하였다. 이로 인해 1~3호기의 핵연료가 바닥으로 낙하하였다. 12일에는 1호기, 14일에는 3호기에서 수소폭발이 발생하였다. 도쿄전력은 14일 원자로 냉각을 위한 해수주입을 시작했다. 2호기는 14일 오후 1시 25분에 냉각상실과 기능상실이 되었지만 오후 6시 2분 비상용 배터리를 가져오면서 주제어실에 연결이 되었지만 2호기 격납용기에 압력을 낮추는 SR밸브 조작을 열었지만 노심압력이 내려가지도 않았다. 그러나 오후 7시 20분 2호기가 냉각 수위가 올라가지도 않아 소방차가 연료가 떨어저 엔진이 멈춰버렸지만 원전사고지역에 방사능 수치가 높아져 소방차가 멈춰버렸다. 14일 오후 9시 9분 2호기 원자로 냉각수가 빠르게 증발이 되어 노심 온도가 2800도까지 급상승하여 노심용융이 시작되었다. 그러나 최후수단인 2호기가 격납용기 압력이 내려가지 않아 드라이웰 벤트를 작업을 검토를 하다가. 15일 오전 6시 14분 2호기에서 뭔가 흔들린 정도로 원자로 격납용기가 파손이 되어 방사능 누출이 시작되었지만, 15일 오전 7시 2호기 격납용기가 터진 후 방사능이 강하게 방출 시작이 되었있다, 그 이후 냉각수 유출 및 지하수 오염으로 인한 방사능 누출이 시작되었다.
4호기의 경우 15일에 수소 폭발이 발생하였으나, 지진 당시 연료 자체가 장전되지 않아 냉각수가 남아 있었고 연료봉이 손상되지 않았음이 확인되었다. 폭발 원인은 3호기의 배관을 통해 흘러들어온 수소 가스 때문으로 여겨지고 있다.

### 사용 후 연료 보관 수조의 이상
원자로의 냉각능력이 상실되면 연료봉의 과열, 냉각수의 수위저하, 연료 피복관의 용융, 수소 발생, 격납용기 압력상승의 과정이 진행되고, 이 상태로 수십 시간 경과시 폭발의 위험이 있다. 사고 이후 1호기의 격납용기 압력은 설계강도의 1.5 배에 달했다. 이 때문에 대량의 방사성 물질이 대기에 누출될 위험이 있음에도 불구하고 압력을 낮추기 위해 내부의 공기를 대기로 배출하는 작업이 긴급하게 실행되었다.
초기 며칠 동안 1-4 호기에서 원자로 건물의 수소 폭발 압력 억제 풀 폭발 손상, 사용 후 핵연료 수조 부근의 폭발, 기타 상세 불명의 증기 등이 연발하여 국가를 긴장시켰지만, 원자로와 사용 후 핵연료 저장 수조를 냉각시키거나 방수(해수, 나중에 더 안전한 담수)가 각종 차량 등에 의해 발생되며, 그 후 냉각 작업의 일부가 임시 펌프에 의해 수행되는 등 상황이 안정되기 시작했다. 계절적으로 온도가 낮은 시기이며, 더욱이 일본에 있었던 한파에 의해 평년보다 기온이 낮은 상태로 있던 것도 온도 상승을 완화한 요인이 되었다.

### 방사능 누출

배수구와 터널을 옆에서 본 모습. 1: 원자로 건물, 2: 터빈 발전기와 부속시설

이 사고로 인해 대기, 토양, 고인 물, 바다, 지하수에 방사성 물질이 누출되었다. 이러한 오염은 일본 국외에까지 퍼지면서 일본 경제에 큰 영향을 주었다. 원자력 안전 보안원 은 4월 18일 1~3 호기에 대한 연료 펠렛 피복 관의 파괴(노심 손상)과 함께, 연료 펠렛의 용융도 일어나고 있다고 처음으로 인정했다. 그러나 한편으로는 녹아 내린 연료가 압력용기의 바닥에 모여있는 상황에는 이르지 않고 원자로 부근에 있는 냉각수면 부근에 굳어져 있을 수 있다고 추정하면서, 다시 임계치에 다다를 가능성도 극히 낮다고 주장했다.
연료 펠렛 용융 수위 저하에 의한 과열이 일어나고 여진도 심하게 발생했다. 압력 용기의 바닥이 완전히 벗어나지 못했다 해도, 원자력 안전위원회 위원장이 지적했듯이 피복관이 용융 연료 제어봉 주변의 틈새에서 낙하하여 격납 용기의 바닥에 다소 떨어질 가능성은 부정할 수 없다.
원자력 안전 보안원은 회견에서 녹은 연료 봉을 원자로 하단에 떨어지는 것을 붕괴라고 정의하며 붕괴는 일어나지 않을 것이라고 말해, 논쟁을 불러 일으켰다. 2011년 4월 말 기준으로 연료가 고온에 있는지 여부는 여전히 논의되고 있다.
2013년 9월 기준으로 세슘과 스트론튬이 각각 1일 60GBq이 배출되고 있다. 도쿄전력 측은 기준치 이하 농도로 배출하기 때문에 아무런 문제가 없다는 입장이지만, 체내에 축적될 경우 위험하다는 입장도 존재한다.

### 방사능 오염수 누출
후쿠시마 제1 원전에서는 매일 세슘 137과 스트론튬 90이 하루에 약 60GBq(기가베크렐)씩 태평양으로 방출되고 있다. 후쿠시마 사고 직후부터 4월 7일까지에는 하루에 100TBq이 원전 배출구를 통해 유출되었으나 점차적으로 유출량이 줄어서 현재의 상태가 되었다. 하지만 배출되는 방사능 오염수에는 농도 기준만이 있을 뿐 총량 기준이 없어서 야오야마 연구원은 방사능 물질이 농축될 것을 염려하였다. 이에 반하여 도쿄전력 측은 방사능 오염수는 기준치 이하라며 문제가 없다는 입장이다.
방사능 오염수는 2011년 당시 원전을 식히기 위해 바닷물을 끌어 원전을 냉각시키면서 발생하기 시작했다. 오염수는 수조에 보관되고 있었으나, 이 오염수가 원전 내부뿐만 아니라 오염수 저장탱크에서도 유출되고 있었다. 이 유출된 방사능 오염수가 빗물과 함께 2012년 1월부터 바다로 유출되기 시작했을 가능성이 있다고 도쿄전력이 밝혔다. 이 외에도 산 쪽에서 하루 400톤의 지하수가 원전 지하를 통과하여 방사능 오염수를 만들어 낸다.
8월달에 300t의 방사능 오염수 누출 사건을 조사하던 중, 원전 오염수를 저장하는 탱크 지상 강판을 연결하는 볼트가 느슨한 것이 발견되었다. 또한 방사능 유출 당시 방사능 오염수 확산을 막기 위한 보의 24개의 차단 밸브가 열려 있었다는 것이 확인되었다. 차단 밸브가 열려 있어서 방사능 오염수가 바다로 유출되었음이 밝혀지자, 배수 밸브를 막기로 하였다. 또한, 이에 대한 해결책으로 도쿄전력은 수조의 오염수부터 먼저 빼내기로 하였다. 하지만 설상가상으로 원자력 발전소로 유입되는 지하수를 퍼올리기 위해 만들어진 우물에서 저장탱크에서 새나온 오염수 때문에 리터당 기준치보다 최대 470배 높은 트리륨이 검출되었다. 게다가 지하수를 통해 방사능 오염수도 누출되고 있다. 원전 내부의 방사성 물질이 누출되면서 외부에 고농도 방사선 물질이 누출되었는데 이는 도쿄전력이 2년동안 방치해 둔 결과이다. 또한 2013년 9월 1일에 저장탱크 3기와 배관접합부 1곳에서 70~1800mSv/h의 높은 방사선량이 검출되었다.
2013년 9월 16일에는 태풍 마니의 영향으로 오염수가 급증하자 서쪽 H9구역과 E구역, 남쪽에 있는 G4구역 등의 탱크 보 7곳의 물 1300t을 방출했다고 도쿄전력 측이 밝혔다. 이로 인해 약 885만 베크렐이 유출된 것으로 추정되며, 바다로는 얼마나 흘러갔는지는 알 수 없다. 하지만 도쿄전력 측이 세슘 농도를 파악하지 않고 베타선만을 측정하여 바다로 방출한 것에 대해서는 비판을 받고 있다. 10월 3일에도 고농도 방사능 오염수가 430리터 누출되었는데, 이는 탱크에 오염수를 과다하게 넣었고, 탱크가 기울어진 것이 원인이었다. 12월 25일에는 또 보에서 오염수가 최대 225t 유출되었다.
2015년 5월 29일 오전 10시 8분에 현장작업자가 내압 호스에서 오염수가 새어나오고 있는 것을 발견했다. 도쿄전력은 “누수된 오염수가 배수로를 따라 후쿠시마 원자력발전소 앞바다의 전용 항만으로 흘러간 것 같다”고 발표했다.
2016년 3월 10일, 후쿠시마 제1원전에 원자로 내부용기에 멜트다운이 콘크리트 바닥에 녹아 떨어저 발생되고 있는 핵연료덩어리 데브리스가 제거하려면 기술과 비용처리로 대책이 없었다.
2021년 2월 13일, 후쿠시마 앞바다에 규모 7.3 강진여파로 제1원전 5,6호기와 공용수조에서 총2800cc가 물이 넘쳤다.
2021년 중에 핵연료덩어리 데브리스 제거용 로봇 투입하였다. 원자로 내부용기에 멜트다운이 콘크리트 바닥에 녹아 떨어저 발생되고 있는 작업을 하게 되었다.

## 사고의 심각도

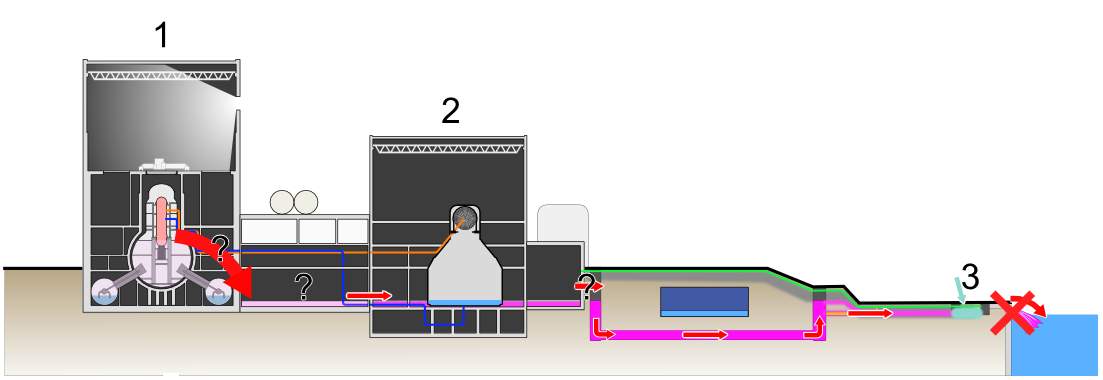
기초 지반을 통한 고농도 방사능 오염수 유출경로. 1: 원자로 건물, 2: 터빈 건물, 3: 규산나트륨 주입

대기에 노출되었을 방사성 물질의 양은 0.37 PBq 이상으로 추산되고, 4월 12일, 국제 원자력 사상 평가 척도 [21] 에 대한 잠정적인 상태 레벨 7로 평가되고 있다
또한, 2 호기에서 누출되는 고농도 오염수에 포함된 방사성 물질의 양은 도쿄 전력 자료의 수량 및 농도에 근거하면 2011년 4월 19일 기준으로 3.3PBq이다. 누출된 방사선이 해양과 지하수에 더 이상 퍼지지 않게 하고 정화하는 것이 하나의 과제이다.

## 피해와 영향
후쿠시마 원자력 발전소 사고로 인해 방사능이 공기 중, 해양 중으로 누출되었다.
국제원자력연구소의 2015년 발표에 따르면, 후쿠시마 원전 사고로 인해 대기로 방출된 방사능은 아이오딘-131이 200PBq, 세슘-137이 16PBq 정도이다. 해양으로 누출된 세슘-137은 대기에서 바다로 침적한 양과 직접 바다로 흘러들어간 양을 합쳐 10.5PBq이다.

### 대한민국에 끼친 영향
사고 발생지로부터 대한민국까지 직선거리는 약 1,100km이나, 사고 당시 바람이 동쪽으로 불어, 방사능 물질이 직접 날아오지 않았다. 일부 주장에 의하면 북극권을 돌아오거나 북반구를 한 바퀴 돌아서, 사고 약 20일 후(2011년 3월 31일경)에 대한민국에 도달했다고 주장하고 있으나 실제 측정값을 보면 일상에서 측정되는 수준보다 낮기 때문에 후쿠시마의 영향이라 할 과학적 근거는 전혀 없다.(국내 전국 방사능측정소에서 측정된 공기 중 최대 농도는, 아이오딘-131이 3.12mBq/m³(2011년 4월 6일 군산), 세슘-137이 1.25mBq /m³(2011년 4월 7일, 부산)이었고, 빗물 중 농도는 아이오딘-131이 2.81Bq/L(2011년4월 7일, 제주), 세슘-137이 2.02Bq/L(2011년 4월 11일, 제주)이었다. 이러한 방사능 농도는 평소 공기 중 천연 방사성핵종의 농도(라돈 20~30Bq/m³)에 비해 낮은 수준이다. 빗물 중 세슘-137 농도도 일반적으로 빗물에 있는 천연방사능 농도(베릴륨-7: 1~3Bq/L, 삼중수소: 1~2Bq/L) 수준이었다)
후쿠시마 앞바다는 북쪽에서 오는 한류와 남쪽에서 오는 난류가 만나는 곳이어서 동쪽 태평양으로 밀려 나가 주류는 태평양을 건너 북미 대륙에 부딪힌 다음 남북으로 갈라져 북으로는 북태평양을 경유해 일본 쪽으로 돌아오고, 남으로는 적도 주변을 따라 필리핀 근처를 거쳐 남해 방향으로 돌아오는 데 2~3년이 걸린다. 중간에 작은 흐름은 보다 가까운 거리로 돌 수 있지만, 어느 경우든 남해안에 도착할 때까지 방사성 물질이 희석되고 가라앉아 사고의 영향은 거의 검출하지 못할 수준인 것으로 조사됐다. 한국원자력안전기술원이 대한민국 해역의 바닷물을 검사한 결과도 사고 후 4년이 넘은 2015년 말까지 방사선량 증가가 확인되지 않았다. 일본이 오염수를 후쿠시마 앞바다 지하에서 바다로 방류할 경우 방류된 처리수는 해류를 타고 태평양을 시계방향으로 돌게 되는데 그 일부가 일본 북부의 홋가이도와 사할린섬을 지나 동해로 유입될 가능성도 있다. 이런 가능성을 존재하나 그 영향은 거의 미미한 수준일 것으로 조사됐다.

### 초기의 반응
일본 정부는 반경 20 km 구역을 '경계구역'으로 지정해 주민의 출입을 법적으로 금지하기로 했다.
4월 22일, 일본 정부는 후쿠시마 제1원전 주변 자치단체 중 방사능 검출량이 가장 많은 이타테촌(飯館村) 전역과 가쓰라오촌(葛尾村), 나미에정(浪江町), 가와마타정(川俣町), 남 소마 시 (구 하라노마치 시)(南相馬市 [旧 原町市])의 일부 지역을 '계획적피난지역'으로 선정하고 다음달 말까지 피난시키기로 하였다.
노르웨이대기연구소가 한반도에 방사능비가 우려된다는 예측을 내놓아서 논란이 있었다. 이에 대해, 한국원자력안전기술원은 인체에 무해한 비가 내렸다고 공식적인 입장을 밝혔다. 정부와 전문가들은 일본 방사능에 대한 한국내 일부의 지나친 우려에 대해 담배가 오히려 방사능 비보다 훨씬 더 위험하다며 일축하고 있다. 박재갑 국립중앙의료원장은 "일본서 넘어오는 미량의 방사성물질에 두려워하면서도 담배에 들어 있는 방사성물질에는 둔감한 게 현실"이라며, 담배에 포함된 방사성 폴로늄(Po-210)과 방사성 납(Pb-210)이 오히려 방사능 비보다 더 위험하다고 경고했다. 그는 "담배를 하루에 1.5갑 피우는 사람의 폐 조직 검사에서 나온 폴로늄 방사선량은 1년간 300회 정도의 가슴 엑스선 검사를 한 것과 같은 수준"이라고 한다.
한편, 미국, 프랑스, 독일, 러시아, 중국 등은 방사능 누출로 인한 피해를 막기 위해 자국민들에게 도쿄를 떠나라고 권고하고 있다.
날짜별로 간단히 내용을 정리하자면, 14일 키 리졸브 한미합동훈련을 중단하고 구조작업에 투입된 미국 제7함대의 로널드 레이건호의 헬기 승무원 17명이 한시간만에 한달치 방사능에 노출되었다. 로널드 레이건호가 후쿠시마 원전에서 유출된 방사능 연기를 통과했다는 보도가 있었다.
15일에는 도쿄에의 방사능 수치가 평소보다 23배 급등하면서 외국인들의 도쿄 탈출이 이어지고 있다. 지난 4년간 최대 수치는 0.079 마이크로시버트였으나, 이 날 0.809 마이크로시버트까지 치솟았다. 일부 외국계 증권사들은 도쿄 증권거래소에 직원들의 안전이 확실해질 때까지 주식 거래를 중단해 줄 것을 요청했다.
16일, 미국 국무부는 도쿄 일대의 자국민에 대해 철수를 권고하고 전세기를 지원하기로 결정했다고 발표했다. 도쿄와 요코하마에 주둔하고 있는 미군 및 가족들에게 대피할 것을 제안하고 출국을 허가했다. 요코하마에 접해있는 요코스카에는 미국 제7함대 본부가 있으며 핵추진 항공모함의 모항이다.
17일 아사히 신문은 후쿠시마에서 400 km 떨어진 시즈오카현의 하마오카 원자력 발전소에서 세슘-134 등 5종류의 방사성 물질이 검출되었다고 보도했다. 후쿠시마 원전(오쿠마)에서 도쿄는 250km 떨어져 있으며, 도쿄 수도권일대에는 3900만명이 거주하고 있다. 체르노빌 당시, 소련 정부는 최소 방사능 기준으로 1제곱미터당 55만 베크렐의 세슘이 검출된 반경 30 km의 주민들을 강제이주 시켰지만, 후쿠시마 원전에서 40km 떨어진 이타테시에서 1제곱미터당 326만 베크렐의 세슘이 검출되어, 체르노빌의 최소 강제 이주 기준의 6배를 기록했다.
일본 정부는 프랑스에 원전 문제 해결을 위한 도움을 요청했다. 사르코지 프랑스 대통령이 동일본 대지진 발생 이후, 외국 정상으로는 처음으로 일본을 공식 방문해, 간 나오토 일본 총리와 이에 대한 의견을 나누기도 했다. 또한, 진도 9.0의 대지진에 후쿠시마 원전이 대부분 폭발하면서, 전 세계 각국이 원전 확대 정책을 심각하게 재고하기 시작했다. 2011년 3월 14일, 스위스 연방 에너지청은 노후한 원자력 발전소를 새 원전으로 교체하려던 계획을 보류한다고 밝혔다. 미국, 독일, 중화인민공화국, 인도, 오스트리아 등도 후쿠시마 사건에 크게 영향을 받아, 원전회의론이 급부상하고 있다. AFP 통신은 "일본 지진으로 전 세계 원전사업이 퇴조할 것으로 보인다"고 지적했다.
특히, 독일 정부는 10년안에 자국의 모든 원전을 단계적으로 폐쇄할 것이라고 밝혔다.
일본 정부는 후쿠시마 제1원전 1~3호기에서 유출된 세슘-137이 15,000 테라베크렐로, 89 테라베크렐이었던 히로시마 원폭 리틀보이의 168.5배라고 밝혔다. 반면에 노르웨이 대기연구소는 세슘-137이 36,000 테라베크렐 유출된 것으로 추산했다.

### 해산물 기피
잇따른 방사능 오염수 누출에 따라 아베 정부는 정부가 책임지고 방사능 오염수를 처리하겠다고 밝혔으나, 2020년 도쿄 하계올림픽 유치에 지장을 주는 것을 염려하여 일본 의회는 방사능 오염수에 대한 국회심의를 9월 중순 이후로 미루기로 하였다. 또, 도쿄전력에만 원자력 사고 문제의 해결의 책임을 미룬 것은 소극적인 행위라며 정권의 위기감이 부족하다는 비판이 이어졌다. 또한 방사능 오염수 유출의 영향으로 대한민국의 소비자들은 일본산 생선에 대한 방사능 검사 확대에도 불구하고 도미, 생태 구매를 기피하고 있으며, 이는 대한민국 수산물 방사능 기준치가 일본의 100베크렐/Kg(유아는 50베크렐/kg)보다 높은 370베크렐/kg이어서 일본에 비해 3.7배 많은 방사능 오염물질을 가지고 있는 생선이 유통될 수 있기 때문에 문제가 되고 있다.

### 방사능 축적
"먹어서 응원하자"라는 도호쿠 지방의 농산물을 먹어서 응원하는 프로그램에 적극적으로 참여했던 토키오의 베이시스트 야마구치 타츠야는 2012년 3월, 세슘 137에 내부피폭이 되었다는 진단을 받았다. 또한, 간토 지역에 위치한 이바라키현의 모리야시에서 진행된 조사에서는 18세 미만 85명 중 58명에서 자연 상태에서는 드문 세슘 134, 세슘 137이 검출되었다. 2013년 8월 9일, 일본 농림수산성의 조사에 따르면 세슘이 5000베크렐을 초과한 농지는 7500헥타르라고 밝혔는데, 이는 지난해의 조사에서 16%가 감소한 수치이다.
유엔과학위원회(UNSCEAR, 2013)와 세계보건기구(WHO, 2014)의 보고서에 따르면 '사고로 인해서 피해 주민들의 암발병률 증가를 관측할 수 없으나, 아동 갑상선암 발병률에는 유의미한 상관관계가 존재한다'라고 한다. 이 두 편의 보고서가 나온 지 8년 이상의 시간이 흘렀으며, 따라서 현재의 시점에 대한 면밀한 검토가 필요하다.

### 일본과 한국의 공간선량률
주한 일본 대사관은 일본과 한국의 공간선량률의 페이지를 별도로 공개하고 있다.

## 비판과 의혹

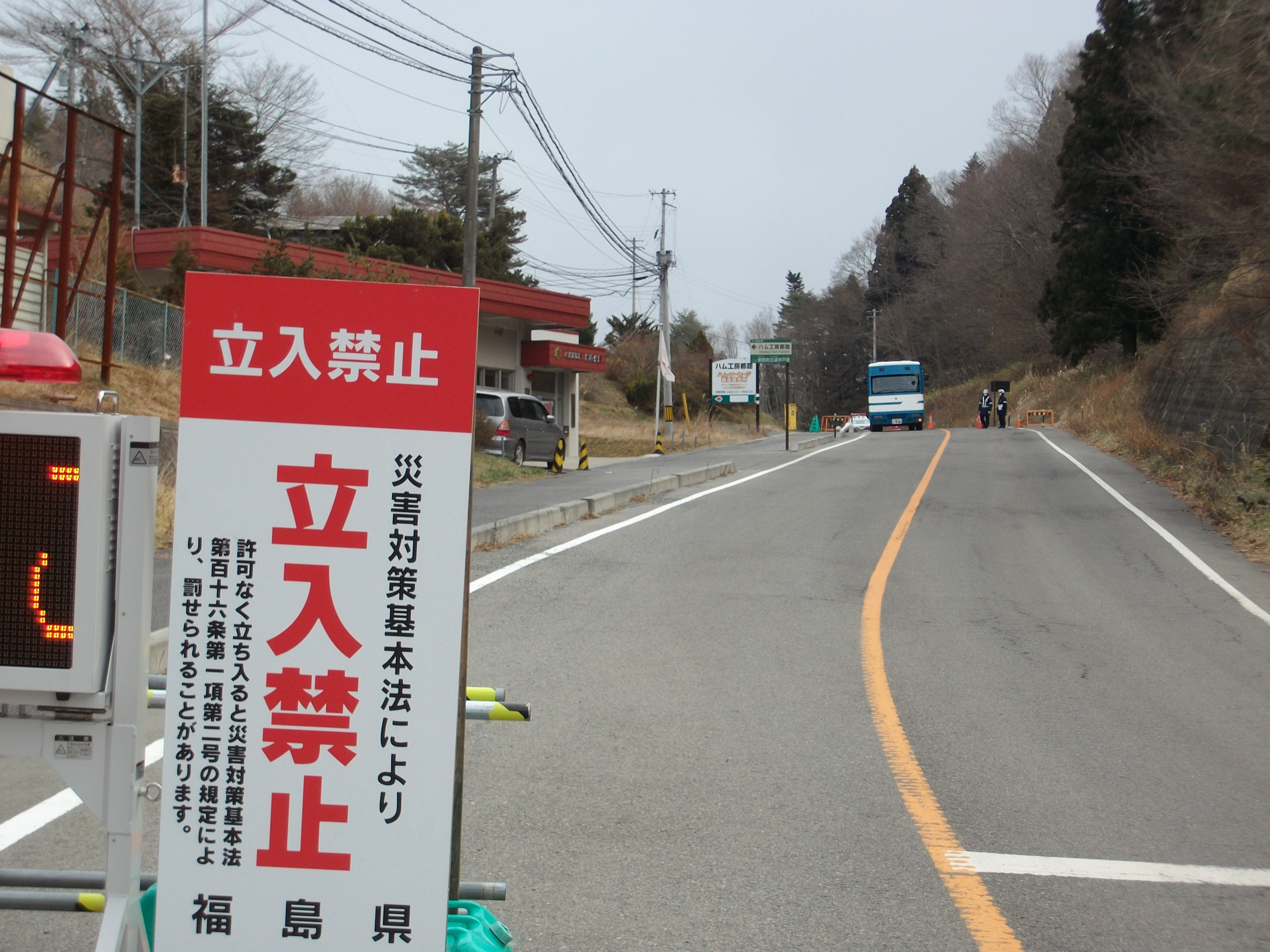
일본 국도 288호선 중 통제된 구간

후쿠시마 원전사고가 진전됨에 따라 더 이상 이 사고는 일본만의 문제가 아닌 대한민국을 포함한 환태평양 지역 전체의 문제로 확산되고 있다.

### 초기의 비판
원자로에 냉각시스템이 멈춘 직후에 원전 폐기를 감수하고 바닷물을 조기에 투입했더라면 사태의 심각성이 커지지 않았을 것이라는 비판이 있었다. 운영사인 도쿄전력측이 건설비용이 한화 약 5조원 가량인 원전의 폐쇄를 결단하지 못해 사태가 걷잡을 수 없을 정도로 커졌다는 것이다. 도쿄전력은 사고발생 31시간 이후에야 해수투입을 결정했다. 일단 원자로에 정제수가 아닌, 이물질이 많이 포함된 해수를 투입하면 원자로를 더 이상 상용 운전할 수 없고 폐기처분해야 하는 것으로 알려졌다.
2011년 5월 17일 히라타 오리자(平田オリザ) 일본 내각 관방참여가 서울 시내에서 열린 강연에서 오염수 방출은 일본 독자의 판단이 아니라 미국의 강력한 요청으로 이뤄진 것이라고 토로하였다.

### 정보은폐 의혹
일본 정부는 후쿠시마 원전에 수소폭발이 발생하기 직전까지 정보를 은폐하였다. 또한, 1, 2호기의 수소 폭발과 달리 3호기는 핵무기를 만들 수 있는 플루토늄 가공 연료(MOX 연료)가 터진 핵폭발에 의한 것으로, 비밀리에 핵개발을 추진했다는 의혹이 제기되었다.

### 소극적 태도
도쿄전력과 일본 정부가 문제 해결에 소극적이라는 비판이 제기되고 있다. 도쿄 전력 사장의 경우 사고 직후 사라졌으며, 일본 수상 간 나오토도 지도력이 결여되었다는 견해가 있다. 또한 정보를 은폐하고 외부의 지원을 거부하고 있다는 견해도 존재한다. 후쿠시마 원전사고 초기에 차수벽을 설치해 오염수 유출을 막을 수 있었음에도 경영파탄을 이유로 들어 도쿄전력이 차수벽을 설치를 2년간 미뤄 왔다는 것도 비판받고 있다. 또한 오염수 탱크 불량이 발생하자 오염수를 줄이는 대책을 내놓기보다는 오염수를 다른 곳으로 옮기겠다는 소극적 대처만 나온 상태이다. 일단 일본 정부는 오염원을 제거하고, 산쪽에서 오는 지하수를 차단해 오염수 생성을 막고 오염수 누출을 막겠다는 3대 원칙을 내놓았으나, 유출사고가 끊이지 않고 전례가 없으며 지역 주민들의 불만이 있다는 비판이 존재한다.
아베 신조 일본 총리의 "후쿠시마 원전의 오염수가 통제되고 있다"던지 "오염의 영향은 후쿠시마 원전 항만 내부의 0.3km2 범위 안에서 완전히 차단되고 있다"는 말은 비판을 받고 있다. 특히 도쿄만 통제가 된다면 도쿄와 후쿠시마는 다른 나라가 될 것이라면서 후쿠시마 거주의 한 여성이 이를 비판했다고 도쿄통신이 전했다. 또한 도쿄통신은 "후쿠시마 원전사고로 인한 방사능 오염수가 건강에 영향이 없다"는 아베 신조 일본총리의 발언에 대해 일본인 64%가 불신한다는 설문조사 결과를 보도했다. 머니투데이도, 야마시타 가즈히코(山下和彦) 도쿄전력 연구원이 오염수 문제는 매우 심각하며 상상을 초월한 상황이고 통제가 되지 않는다고 말했다고 보도하였다. 또한 태풍 마니 상륙시에 별다른 대책을 마련하지 않은 것에 대해서도 큰 비판을 받고 있다.
또한 2022년 7월 22일, 일본 원자력규제위원회(NRA)가 후쿠시마 오염수 해양 방류 계획을 최종 승인했함에 따라, 도쿄전력은 후쿠시마 원전 해안 1km 바깥 지점까지 해저터널을 준공하여 이르면 내년 4월부터 오염수를 해양에 방류하게 된다. 그러나 이 오염수가 방사성 위험 물질을 완전히 제거했는지에 대한 논란이 끊이지 않으며 공방이 계속되고 있다.

### 수입금지 논란
원전사고 이후, 전 세계에서 방사능에 대한 불안감이 확산됨에 따라 사고 초기부터 일본의 농수산물 수입 금지에 대해 고려하기 시작했다. 중국의 경우 10개 현의 모든 식품과 사료의 수입을 막고 있다. 원전사고 이후 중국의 경우 일본산 농수산물에 대한 수요가 줄어서 일반 시민들은 방사능에 대한 불안 없이 살아가고 있다고 KBS가 전했다. 러시아의 경우 8개현의 수산물 및 수산가공식품 수입을 금지하고 있으며, 러시아 극동 세관의 경우, 일본산 자동차 중 기준치를 초과한 경우 다시 되돌려 보내는 조치를 시행하고 있다. 대만의 경우 5개현에서의 모든 식품 수입을 금지하고 있다. 뉴칼레도니아도 12개현의 모든 식품과 사료 수입을 금지하고 있다. 홍콩, 마카오 등에서는 취약계층이 많이 섭취하는 일부 지역에서 생산된 우유, 유제품 수입을 금지시켰다. 미국, 필리핀, EU, 볼리비아, 브라질 등은 일부 제품은 수입금지를 하고 그 외에는 정부가 작성한 품질 보증서 및 생산 가공지 기록 조치를 취하고 있다.
대한민국 정부는 대한민국 내의 방사능에 대한 불안감이 확산됨에 따라 기존 8개 도도부현의 일부 수산물 수입금지 조치를 2013년 9월 6일부터 8개 도도부현 전체 농수산물의 수입을 방사능 검출 여부와 상관없이 금지하는 것으로 확대시켰다. 또한 다른 현의 경우에도 검사를 확대하기로 했다. 해당되는 현은 후쿠시마현, 이바라키현, 군마현, 도치기현, 이와테현, 미야기현, 아오모리현, 지바현이다. 정 승 식약처장은 해류의 영향을 고려해서 북쪽에 있는 현의 수입도 금지시켰으며, 다른 현의 경우에도 세슘이 미량이라도 검출될 경우 스토론튬이나 플로토늄 등에 대한 검사증명서를 요구하기로 했다고 밝혔다. 세슘에 대한 기준치도 기존의 370베크렐에서 100베크렐로 강화시켜서 대한민국 정부는 대한민국 내의 불안감을 해소하기 위해 노력하였다.
이에 대해 일본 정부 대변인인 스가 요시히데 관방장관은 과학적인 대응을 바란다며 일본의 물과 식품은 국제 기준에 맞추어 관리되고 있다고 밝혔다. 일본 정부의 수산물 수입 금지 조치에 대한 항의와 해제 요구가 있은 후에 대한민국 정부는 검토해 보겠다는 원론적인 대답만을 내놓았다. 이에 대한 반발로, 9월 14일에 WTO 제소를 검토한 데이 이어서 일본 정부는 한국 정부의 수산물 수입 금지조치에 해서 16~17일에 제네바에서 열리는 WTO 총회에서 공식적으로 입장을 밝힐 예정이다.
대한민국 내에서도 논란이 지속되고 있다. 위험지역의 모든 식품에 대해 수입을 금지하고 있는 중국과 대만과 비교해도 정부 조치가 약하다는 지적도 나온다. 그러나 정부는 중국 등이 우리보다 센 조치를 시행하는 것으로 생각하기 쉽지만, 실제 효과 면에서는 대한민국이 훨씬 강한 조치를 취하고 있다고 설명했다. 식품의약품안전처 관계자는 “우리는 일본산 전 수입품에 대해 방사능 검사를 실시하고 있기 때문에 검역조치는 우리가 훨씬 강한 것”이라고 말한바 있다. 정부는 방사능 검출량이 허용 기준치 이하면 수입이 허용됐던 검역 기준을 강화해 미량의 물질이라도 검출될 경우 농산물 및 가공식품과 동일하게 수입을 중단하고 비오염 증명서를 추가로 요구키로 했다. 세슘에 대한 방사능 기준도 종전 kg당 370베크렐(Bq)에서 일본과 같은 100Bq로 강화해 국민 불안을 씻어내는 데는 어느 정도 도움이 될 것으로 전망된다. 이번 조치는 일본이 대한민국의 빼놓을 수 없는 교역파트너라는 점을 감안할 때 정부가 취할 수 있는 조치로는 가장 강한 조치로 풀이된다.

## 제염작업과 피해 복구
2012년부터 원전 반경 20km 이내 지역을 제외한 방사능 제염작업과 지진으로 피해를 입은 건물들의 수리, 재건축 작업이 시작되었다. 2012년 4월, 그동안 고리야마시에 임시 사무소를 설치했던 가와우치촌이 기초자치단체 중 최초로 귀촌 선언을 한데 이어, 히로노정도 마을 사무소를 이와키시에서 히로노 정으로 다시 옮겼다. 방사능 제염작업은 집 지붕을 고압 살수로 씻어내고 오염된 흙을 불도저 등으로 긁어내어 완전 봉인한 후 별도의 장소에 보관하는 방식인데, 이 작업으로 인해 이이다테촌의 서부 지역은 방사능 수치가 많이 낮아졌다. 한편, 원전부지 내부에서는 원자로 안정화 작업이 계속되고 있고, 건물 해체 작업이 본격화되었다.
특히, 1호기에는 방사능 물질이 더 이상 새어나오지 않게 하기 위해 덮개가 설치되었다. 제일 문제는 4호기의 사용후 연료봉 1500개를 안전하게 회수하는 것인데, 이 작업이 어떻게 진행되느냐에 따라 원전 폐쇄 작업의 향방이 결정될 것으로 보인다. 일본 정부는 2040년까지 원전 완전 해체를 목표로 지금까지도 작업을 계속하고 있다. 원전 부지의 70%를 차지하고 있는 방사능 오염수도 문제인데, 도쿄전력은 이를 정화해 바다에 버리는 방법을 고려하고 있지만, 후쿠시마 현민들의 반대가 심해 제대로 실행되지 않고 있다. 그외의 방사능 오염지역에서도 제염작업으로 인해 나온 방사능 쓰레기를 보관할 중간 저장시설이 없어 비닐봉 인된 채 주변에 방치되어 있다.
2013년 8월, 일본 정부는 차수벽을 설치하여 방사능 누출을 막는 것이 실패하자 1.6킬로미터 길이의 벽을 설치해 땅을 얼리는 방법으로 누출을 막을 계획을 진행했다.

## 제염복구 지원 업체
- 두산밥캣 (밥캣 장비 지원)[87]
- 현대중공업 (이동식발전설비(PPS) 지원)
- 히타치 GE 버노바 뉴클리어 에너지 (1,2,4,6호기 원전폐로 ,원전내부조사용 카메라 지원, 동토차수벽 설치)
- 도시바에너지시스템즈&솔루션즈 (3,5호기 원전폐로 ,원전내부조사용 카메라 지원, 동토차수벽 설치)
- 미쓰비시중공업 (방사능 오염제거 환기장치 와 방사능 측정기 지원)
- IHI (방사성폐기물 처리 지원)
- IHI파워시스템 (비상 디젤발전기 정리 작업)
- 파나소닉 (나쇼날 입출구식 선량계 등록기 정리 작업)
- 프츠마이스터 (프츠마이스터 70미터 펌프카 지원)
- 카지마 건설 (후쿠시마 제1원자력발전소 시공사)
- NABEKAI (사고원전건물 해체 지원)
- UCHIMIYA (사고원전 구조물해체 지원)
- ABLE (사고원전 굴뚝해체 지원)

## 편의시설 지원 업체
- 로손 (원전사고지역 편의점 운영)

## 같이 보기
- 2011년 도호쿠 지방 태평양 해역 지진
  - 체르노빌 원자력 발전소 사고(레벨 7)
  - 키시팀 사고(구소련/러시아, 레벨 6)
  - 스리마일섬 원자력 발전소 사고(미국, TMI accident, 레벨 5)
  - 윈드스케일 원자로 화재사고(영국, 레벨 5)
  - 고이아니아 방사능 물질 누출 사고(브라질, 레벨 5)
- 핫 파티클(영어판)
- 크리스토퍼 버스비(영어판)
- 고리원전
- 일본의 원전
- 웨이드 앨리슨(영어판) - 英옥스퍼대 물리학 명예교수로서 2023년 5월 15일 서울에서 열린 기자간담회에서 다핵종제거설비(ALPS)를 거쳤다면 1L의 후쿠시마 원전 오염수도 들이킬 수 있다고 논란 발언